# Лінія «Дью»

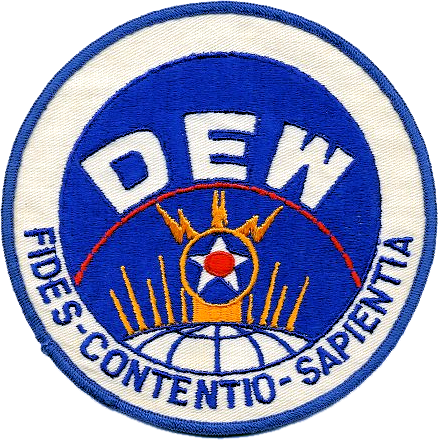
Емблема лінії «Дью» ЗС США та її системної служби

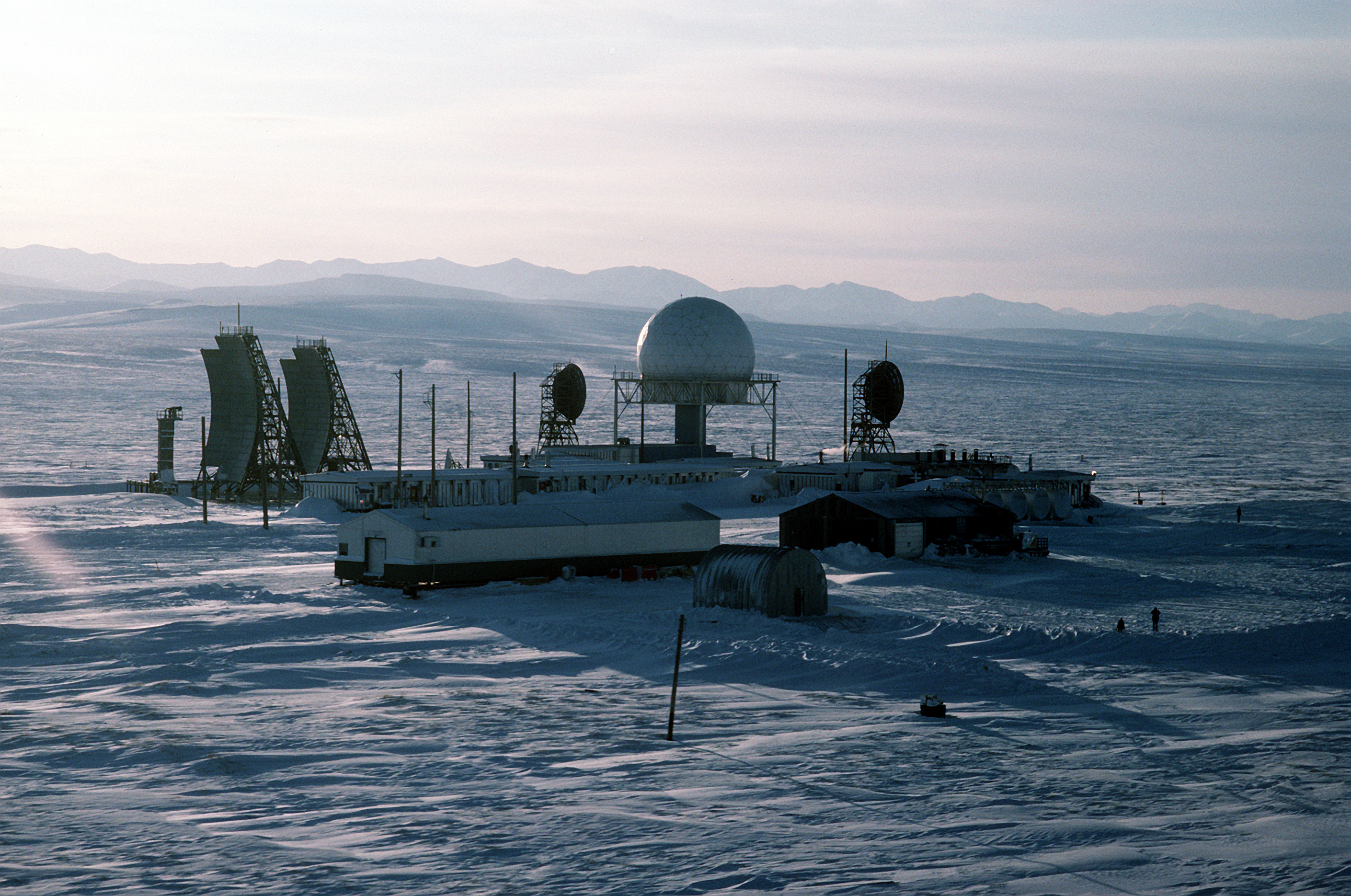
Станція лінії «Дью» в Пойнт-Лей (Аляска)

Лінія «Дью», або лінія раннього радіолокаційного виявлення (англ. Distant Early Warning Line, DEW Line, Early Warning Line) — система радіолокаційних станцій на крайній півночі арктичного регіону Канади з додатковими станціями вздовж північного узбережжя та Алеутських островів Аляски, на Фарерських островах, у Гренландії та Ісландії. Створено під час Холодної війни для виявлення атак радянських бомбардувальників та забезпечення раннього попередження про сухопутне військове вторгнення. Усі 60 об'єктів (станцій) лінії Дью, розташованих на території Північноамериканського регіону (американських континентальних штатів та канадських провінцій), переважно в Заполяр'ї, та ще кілька за його межами (наприклад, у Гренландії на авіабазі Туле), обслуговувала корпорація Federal Electric — дочірня структура IT&T (за контрактом з ВПС).
Лінія «Дью» була найпівнічнішою і найпотужнішою з трьох ліній РЛС у Канаді: спільна канадсько-американська лінія Пайнтрі йшла від Ньюфаундленду до острова Ванкувер, а Середньоканадська лінія — трохи на північ від неї.

## Озброєння лінії

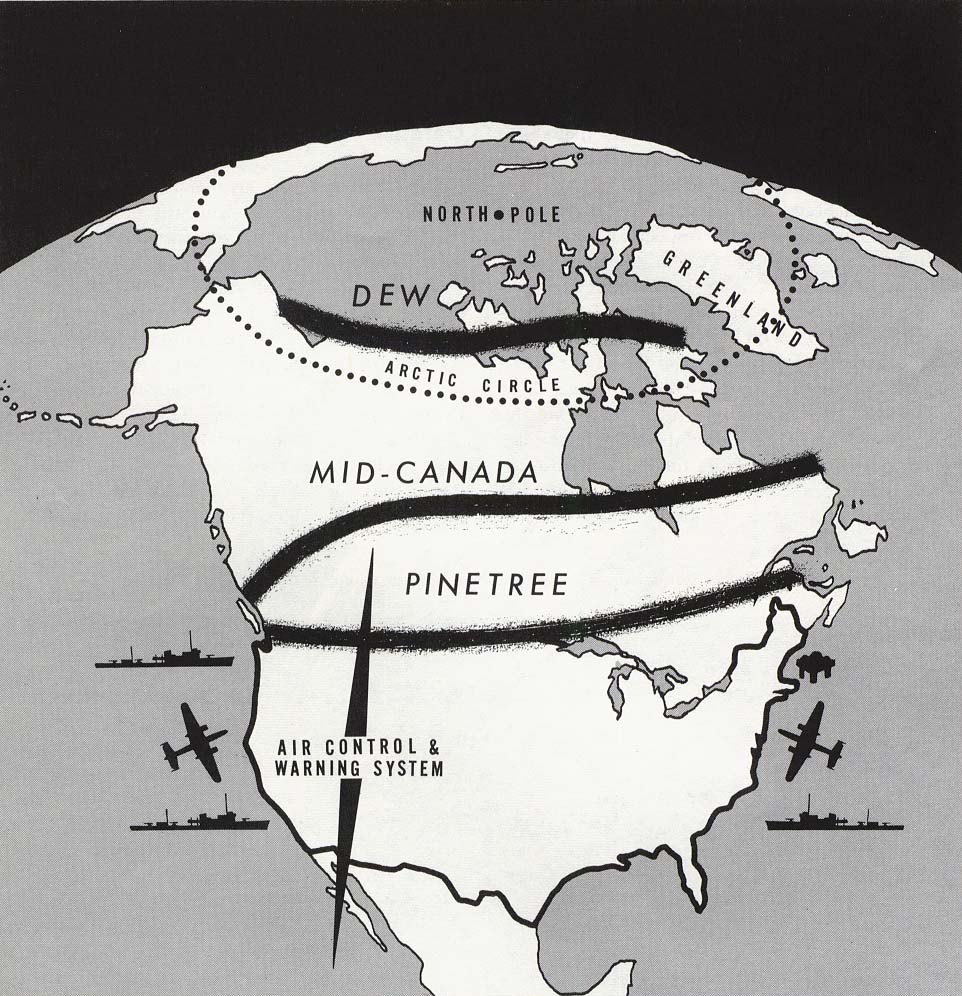
Приблизне розташування лінії DEW в 1960-х роках (верхня лінія)

Біля селища Пойнт-Лей (штат Аляска), де починається лінія, було встановлено РЛС AN/FPS-19, захищену куполом від погодних умов, для зв'язку поруч із нею було встановлено дві AN/FRC-45. Далі лінія, що використовує РЛС AN/FPS-23, йшла на південь.
У 1985—1994 pоках проведено модернізацію обладнання лінії Дью, 15 РЛС замінено новішими AN/FPS-117, а саму лінію перейменовано на Північну систему попередження.